# Chalutiers armés belges
Les chalutiers armés belges sont issus d'une classe de chalutiers militaires de la Royal Navy, l'Admiralty class trawlers dit chalutiers de l'Amirauté construits durant la Première Guerre mondiale.

## Histoire
Ils sont achetés par l'Administration de la Marine belge en 1920. Ils servent d'abord comme bateau pilote et dragueurs de mines au sein du C.T.M. (Corps de Torpilleurs et Marins) jusqu'en 1927, puis dans la Marine d'État jusqu'en 1939.
En octobre 1939, ils intègrent le Corps de Marine qui réquisitionne aussi les navires marchands et remorqueurs pour reconstituer un embryon de Marine belge. Ainsi est créée la 1° escadrille avec les 3 anciens bateaux-pilotes désormais appelés patrouilleurs A4, A5 et A6, accompagnés des vedettes Prince Charles (offerte par un particulier) et C 3 (vedette d'arraisonnement).
La défaite de 1940 provoque la perte ou l'internement de certains bâtiments. Les autres suivent la Marine belge en exil, servent au sein de la R.N.S.B. (Section Belge de la Royal Navy) et ceux qui furent internés reviennent en Belgique après la fin du conflit.

## Service durant la guerre
Les chalutiers sont reconvertis en patrouilleurs côtiers en portant l'immatriculation A 4,5 et 6. Ils servent, dans la 1° escadrille du Corps de Marine, à la surveillance des eaux territoriales et assurent la protection de la navigation côtière et l'entrée des ports comme dragueurs de mines. 
Le 17 mai 1940, ils sont envoyés à Dunkerque pour subir une démagnétisation de leur coque. Le port est bombardé par la Luftwaffe et les navires reviennent à Ostende le 19 mai.
Le A4 assure l'évacuation de coffres de la BNB (Banque Nationale Belge) vers Plymouth le 23 mai puis se rend à Dartmouth pour rejoindre le Corps de Marine.
Le A5 participe le 1er juin 1940 au réembarquement de troupe (Opération Dynamo)  lors de la Bataille de Dunkerque (21 mai-4 juin 1940).
Les trois bâtiments rejoignent l'Espagne vers la fin juin. L'A4 et l'A5  sont internés à Portugalette le 26 juin 1940. L'A6 arrive au port de Saint-Jean de Luz, sur ennui de moteur et il est abandonné. Pris par la Kriegsmarine il sert alors  sous le nom de V 1815. Les deux survivants rejoignent la Belgique en 1946.

## Les unités
- Classe Admiralty trawlers (sous-classe Strath)

| N° (R.N.) | Nom (R.N.)               | Lancement       | Marine Belge                        | Fin de carrière                      | Destruction                                      |
| --------- | ------------------------ | --------------- | ----------------------------------- | ------------------------------------ | ------------------------------------------------ |
| FY 1530   | HMS Brigadier HMS Bugler | 28 juillet 1916 | - Pilote 6 (1920-39) - A6 (1939-40) | V 1520, V1815 (1940-44)-Kriegsmarine | coulé le 16 juin 1944 par bombardier britannique |

- Classe Admiralty trawlers (sous-classe Mersey)

| N° (R.N.) | Nom (R.N.)      | Lancement      | Marine Belge                                                                                         | Fin de carrière                                                                    | Destruction                              |
| --------- | --------------- | -------------- | --- | ---------------------------------------------------------------------------------- | ---------------------------------------- |
| FY 3555   | HMS James Adams | 7 juillet 1917 | - Pilote 5 (1920-39) - A5 (1939-40)-Corps de Marine - Pilote 5 (1946) - SLB 5 (1946-47)-Force Navale | rebaptisé Constant Vandermeer (1950-57)-Cadets de la Marine (Section de Bruxelles) | ?                                        |
| FY 3566   | HMS John Ebbs   | 2 octobre 1917 | - Pilote 4 (1920-39) - A4 (1939-40)-Corps de Marine - Pilote 4 (1946-1948)                           |                                                                                    | vendu en Espagne pour démolition en 1948 |